# Sydsvenska Dagbladet
Sydsvenska Dagbladet, eller blot Sydsvenskan, er et svensk dagblad, der blev grundlagt i 1848. Avisen udkommer i 130.000 eksemplarer.
Avisen har hovedsæde i Malmö og udkommer i tre udgaver, der primært distribueres i det sydlige Götaland. Dets dækning er karakteriseret ved at bestå af regionale nyheder fra Skåne som supplement til en fuld dækning af nationale, EU- og internationale nyheder. Politisk er avisen "uafhængig liberal".
Avisen ejes af Bonnier-koncernen. I oktober 2004 gik den over til at udkomme i tabloidformat.